# Paolo Bartolozzi
Pour les articles homonymes, voir Bartolozzi.
Paolo Bartolozzi, né le 12 septembre 1957 à Rufina et mort le 4 février 2021 à Florence, est un fonctionnaire et homme politique italien, membre du parti du Peuple de la liberté. Il est député européen à plusieurs reprises entre 2001 et 2014.

## Biographie
Diplômé en droit, Paolo Bartolozzi commence sa carrière politique au sein de la Démocratie chrétienne. De 1985 à 1987, il est maire de Londa, puis est élu conseiller régional de Toscane en 1990 et réélu jusqu'en 2005. Il rejoint le parti Forza Italia puis le Peuple de la liberté.
En juin 2001, il fait son entrée au Parlement européen en remplacement de Silvio Berlusconi, devenu président du Conseil des ministres. Il quitte son siège en 2004 avant de l'occuper de nouveau entre 2008 et 2014.
Il fait partie du groupe du Parti populaire européen. Il est membre de la commission de l'environnement, de la santé publique et de la sécurité alimentaire et président de la délégation aux commissions de coopération parlementaire UE-Kazakhstan, UE-Kirghizistan et UE-Ouzbékistan et pour les relations avec le Tadjikistan, le Turkménistan et la Mongolie.